# Guan Ping
Guan Ping (vereinfacht: 关平, traditionell: 關平, Pinyin: Guān Píng; † 219) war der älteste Sohn des Shu-Generals Guan Yu und ein General unter Liu Bei.

## Leben
Aus historischen Quellen ist nicht viel über Guan Pings Leben überliefert, noch nicht einmal sein stilisierter Name ist überliefert. Einzig seine Gefangennahme durch die Wu-Truppen gemeinsam mit seinem Vater westlich von Maicheng (麦城, südöstlich des heutigen Dangyang, Hubei) im Jahre 219 und seine anschließende Hinrichtung von der Hand Lu Mengs sind gesichert.

## In derGeschichte der drei Reiche
In der historischen Novelle Die Geschichte der Drei Reiche von Luo Guanzhong wird in Kapitel 28 erwähnt, dass Guan Ping im Alter von 17 Jahren von Guan Yu adoptiert worden sei, weil sein leiblicher Vater ihm eine Laufbahn an der Seite des legendären Generals wünschte. Guan Yu nahm Guan Ping als seinen Sohn an, weil er selbst zu dieser Zeit noch ohne leibliche Nachkommen war.

## Vergöttlichung
Seit der Vergöttlichung Guan Yus unter der Sui-Dynastie erschien Guan Ping oft zusammen mit Zhou Cang (周仓) (manchmal mit Wang Fu und Liao Hua) an der Seite der Statue seines Vaters in Tempeln und Schreinen. Auch auf Porträts erschienen die drei oft zusammen. Guan Pings weiß dargestelltes Gesicht steht in starkem Kontrast zu Zhou Cangs pechschwarzem Äußeren.